# Onderbroken kringgreppel
Een onderbroken kringgreppel (Engels: causewayed enclosure, ook: causewayed camp) is een type groot prehistorisch aardwerk uit het vroege Europese neolithicum dat bestaat uit eenvoudige of concentrische wallen en greppels die worden onderbroken door smalle aardbruggen. Ze komen voor in het West-Europese laat-neolithicum, vooral in de Michelsbergcultuur, de Wartbergcultuur, de Chasseycultuur, het Engelse vroege neolithicum en in de voorlopers van de trechterbekercultuur en de trechterbeker-periode zelf waarin ze aflopen.
De eerste onderbroken kringgreppels werden gebouwd vanaf het vijfde millennium voor Christus; ze volgden daarmee op de oudere vroeg-neolithische kringgreppels van Midden-Europa.
Na 3000 v.Chr. nam de bouw van onderbroken kringgreppels af. Ze werden opgevolgd door meer gelokaliseerde soorten aardwerken en andere constructies. In Groot-Brittannië omvatten dergelijke opvolgers Stonehenge I, Flagstones, Duggleby Howe en Ring of Bookan, en de latere henge-monumenten.
Meer dan 100 voorbeelden zijn gevonden in Frankrijk en 70 in Engeland, terwijl vergelijkbare sites bekend zijn in België, Duitsland, Ierland en Nederland. De meeste onderbroken kringgreppels zijn in de loop van de millennia weggeploegd, en werden slechts herontdekt door middel van luchtarcheologie. Andere werden in latere perioden, met name de ijzertijd, omgebouwd tot heuvelforten.

## Bouwwijze
Onderbroken kringgreppels bevinden zich vaak op heuveltoppen, omringd door een tot vier concentrische greppels en lage wallen van daaruit opgeworpen aarde. Kringgreppels in vlak terrein zijn over het algemeen groter dan die op heuveltoppen. De greppels worden met tussenpozen onderbroken door de aardbruggen van sterk uiteenlopende breedte die de monumenten hun naam geven. Het blijkt dat de greppels in delen werden uitgegraven, waarbij men de dammen ertussen intact liet.
Ze moeten niet worden verward met kleinere gesegmenteerde of verhoogde ringsloten gerelateerd aan begravingen,  of met heuvelforten, die later verschenen en een duidelijke verdedigingsfunctie hadden. Met betrekking tot een mogelijke defensieve functie zijn echter op sommige locaties, zoals Hambledon Hill, aanwijzingen gevonden voor houten palissaden.
Er zijn regionale verschillen in hun constructie. Bij de Franse voorbeelden ontwikkelden zich omvangrijke trechtervormige ingangen, die worden geïnterpreteerd als bedoeld om van ver indruk te maken, in plaats van dat ze enig praktisch doel dienden.

## Doel
Archeologisch bewijs laat zien dat de terreinen met tussenpozen werden bezocht, in plaats van permanent bewoond waren. De aanwezigheid van menselijke resten in de greppels wordt gezien als een poging van de bouwers om hun voorouders met het land te verbinden en zich zo te verankeren in de betreffende gebieden. Langsdoorsneden suggereren dat de greppels herhaaldelijk opnieuw werden uitgegraven, waarbij  aardewerk en menselijke en dierlijke botten doelbewust werden geplaatst, blijkbaar als een terugkerend ritueel.
Milieu-archeologie suggereert dat het Europese landschap over het algemeen zwaar bebost was toen de omheiningen werden gebouwd, en dat men de zeldzame open plekken in het bos gebruikte voor verschillende sociale en economische activiteiten.
Op de locaties zijn dierlijke resten (vooral runderbeenderen), huisafval en aardewerk gevonden. Maar er is slechts beperkt bewijs voor enige structuren. Op sommige locaties, zoals Windmill Hill en Avebury, dateert het bewijs van menselijke bewoning van vóór de omheining. Over het algemeen lijkt het erop dat de greppels verlandden, zelfs terwijl de terreinen in gebruik waren, en vervolgens af en toe opnieuw werden uitgegraven. Het is onwaarschijnlijk dat ze een sterk defensief doel hadden. De opeenvolgende toevoeging van tweede, derde en vierde kringsloten is mogelijk het gevolg van een  groeiende bevolking met in de loop van de tijd toenemende betekenis van het monument. In sommige gevallen lijken ze te zijn geëvolueerd tot meer permanente nederzettingen.

## Duitsland
In Duitsland zijn een aantal min of meer ronde constructies en gedeeltelijke versterkingen gevonden, zoals in Heilbronn-Klingenberg. Van daar zijn verkoolde resten van een palissade bekend.
De greppels zijn rijk aan vondsten, vooral nabij de aardbruggen. Ze bevatten gebroken aardewerk, vuursteen, rotsartefacten, klei, menselijke en dierlijke botten, evenals plantenresten. In Heilbronn-Klingenberg werden eenkoren, emmer, harde tarwe en naakte gerst gevonden, evenals erwten, linzen, vlas en papaver.

## Frankrijk
In Frankrijk werden onderbroken kringgreppels (Frans: enceinte à fossé interrompu) gevonden in de vallei van de Somme (Champ de bataille bij L'Étoile). Ze zijn ook bekend uit andere delen van het land (Champ Durand bij Nieul-sur-l'Autise), vooral uit de vallei van de Aisne in het noordoosten van Frankrijk en een gebied ten zuiden van de monding van de Loire, terwijl ze  in Bretagne en Normandië minder voorkomen.
De C14-datering van L'Étoile toonde aan dat de site werd gebruikt van het einde van de 6e tot het einde van het 5e millennium. De belangrijkste verspreidingsperiode van deze aardwerken is ongeveer 4.500 voor Christus, dat is de tijd dat de eerste megalithische monumenten in Bretagne werden gebouwd.
L’Étoile is in zijn geheel bewaard gebleven en gedocumenteerd met luchtfoto's. De bijna 5 hectare grote ovale omheining met greppels en palissaden wordt 8 keer onderbroken door ingangen. Verdere palissaden scheiden een rond gebied binnen de omheining. Uit archeologisch onderzoek bleek dat de onderbrekingen breed waren en dat de toegang via trechtervormige palissaden verliep.

## Groot-Brittannië

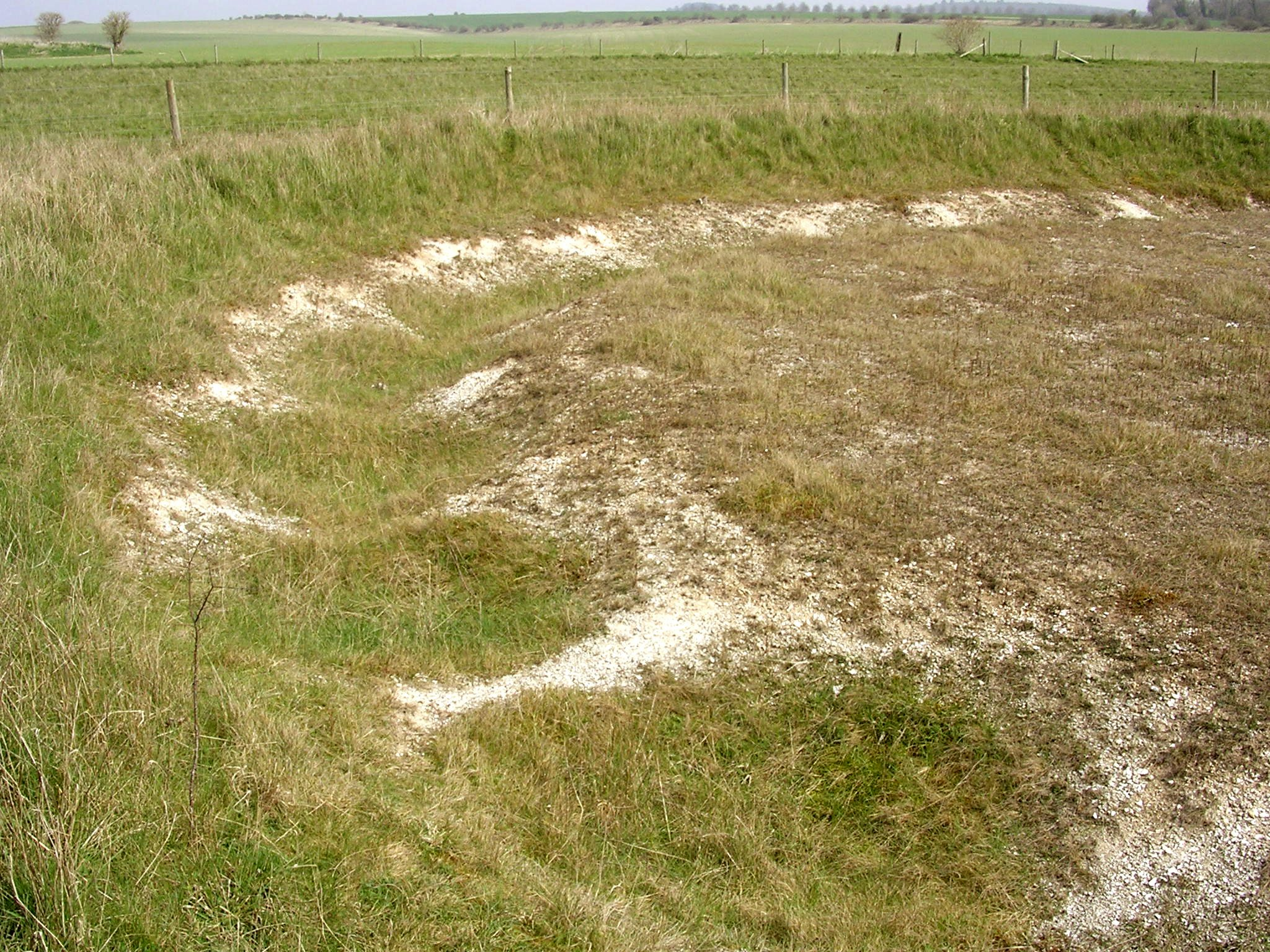
Wyke Down, voorbeeld van een betrekkelijk kleine cirkel met een groot aantal putten afgewisseld met zeer smalle aardbruggen

In Engeland, vooral in de zuidelijke helft, werden er aardwerken gebouwd tijdens het plaatselijke vroege neolithicum (Windmill Hillcultuur). Deze cirkelvormige of ovale grondwerken werden aanvankelijk causewayed camps genoemd, tegenwoordig Causewayed enclosures. Ze bevinden zich op heuvels of in de vlakte, hebben een diameter tussen 12 en 225 m en kennen, in vergelijking met de continentale kringgreppels, een groot aantal onderbrekingen. Een of meer wallen zijn omgeven door het overeenkomstige aantal concentrische putringen. De 70 bekende kringgreppels in Engeland beslaan gebieden tussen 1 en 8,5 hectare. C14-gegevens van Abingdon in Oxfordshire laten een gebruik zien tussen 4.930 en 3.210 v.Chr., waarbij de vroegste datum echter omstreden is. Nieuw onderzoek toont aan dat de meeste van deze aardwerken binnen een periode van 75 jaar zijn gevormd.
In de greppels werden botten, voornamelijk van runderen, maar ook aardewerk en vuursteen gevonden, alsook menselijke botten. Er is geen consensus over het gebruik, maar het lijkt erop dat ze in vroege neolithische gemeenschappen een verscheidenheid aan sociale, economische en rituele functies vervulden. De vroege neolithische samenlevingen gebruikten de plaatsen waarschijnlijk voor ruilhandel, festivals en rituelen.

## Iberisch schiereiland
Onderbroken kringgreppels werden lange tijd alleen met Centraal-Europa en Groot-Brittannië geassocieerd. Uit een in 2013 verschenen publicatie bleek echter dat ze ook voorkomen in het noorden van de Spaanse Hoogvlakte op het Iberisch schiereiland. In de Herdade do Estácio (bij Beja) is een reeks concentrische lange greppels uitgegraven die duidelijk de kenmerken van onderbroken kringgreppels vertonen. De artefacten die in de putten zijn verzameld, suggereren een laat-neolithische chronologie. De indeling en chronologie doen denken aan Fareleira 3, al zijn de greppels daar groter. Dit suggereert dat het schiereiland duidelijk geïntegreerd was in de pan-Europese culturele ontwikkelingen.